# Stolonicyclops heggiensis
Stolonicyclops heggiensis är en kräftdjursart som beskrevs av J. W. Reid och Spooner 1998. Stolonicyclops heggiensis ingår i släktet Stolonicyclops och familjen Cyclopidae. Inga underarter finns listade i Catalogue of Life.